# スコーチャー
スコーチャー (Terra Scorcher) は、田宮模型（現・タミヤ）から発売された電動ラジオコントロールカー（RCカー）。キット価格は22,000円。
サンダーショット系の四輪駆動のオフロードバギーにオプション装備を追加したもので、1988年クリスマス商戦にバンキッシュとともに投入された。

## メカニズム
- シャーシ構造：強化樹脂製バスタブ構造
- フロントサスペンション：ダブルウィッシュボーン、オイル封入式ダンパーおよびアンチロールバー装備
- フロントタイヤ：中空ラバー、ピンスパイクパターン
- リヤサスペンション：ダブルウィッシュボーン、オイル封入式ダンバーおよびアンチロールバー装備
- リアサタイヤ：中空ラバー、ピンスパイクパターン
- 駆動方式：シャフト駆動式4WD
- モーター：マブチRS540SHをミッドシップ、後部ギアボックスに装備
- デファレンシャルギア：フロントおよびリア…ベベルギア式、センター…なし
- 搭載バッテリー（別売り）：7.2Vストレートパックを横置きで搭載
- ボディ：ポリカーボネート製

## 特徴

### 念願のデュアルショック標準化
低廉なキット価格で話題を呼んだサンダーショット系だが、上級向けのアバンテと比較すると、フロントサスペンションがモノショックであり、ロングスパンのサスアームの性能を十分に生かしきれていなかった。本製品では樹脂製ながらもフロントのデュアルショック化を図り、またアンチロールバーも前後標準装備とすることで、サスアーム本来の性能を発揮できるよう工夫されている。

### 追加されたキャンバ角調整機構
サンダーショットからの改良点としては、前後サスペンションのアッパーアームを、キャンバ角調整可能な物へと換装したことも指摘せねばならない。ボールエンドと両ねじシャフトを組み合わせたこのアッパーアームは、アバンテのコンバージョンキットに同梱されたものと基本的に同じで、本製品と同時期に発売されたバンキッシュの標準装備より軽量かつ実戦的だった。後にこの部品は単品でも発売された。

### 駆動系統のオプション標準化
サンダーショット系に欠けていたのは、ボールベアリングとユニバーサルスイングシャフトであったが本製品では、既に発売されていたそれらのオプション装備が標準化された。

### 多彩なボディー選択肢
サンダードラゴンや、翌1989年発売のファイヤードラゴンはもちろんのこと、雑誌『月刊コロコロコミック』で人気を博した「ドラゴン三兄弟」の他のボディーにも対応していた。マンタレイ系のダートスラッシャーに、本製品のボディーが転用された。
また、「月刊コミックボンボン」誌上で登場し、発売されたウィンガーも搭載可能だった。

## 同系統の製品
- サンダーショット
- サンダードラゴン
- ファイヤードラゴン